# 브라이언 심스

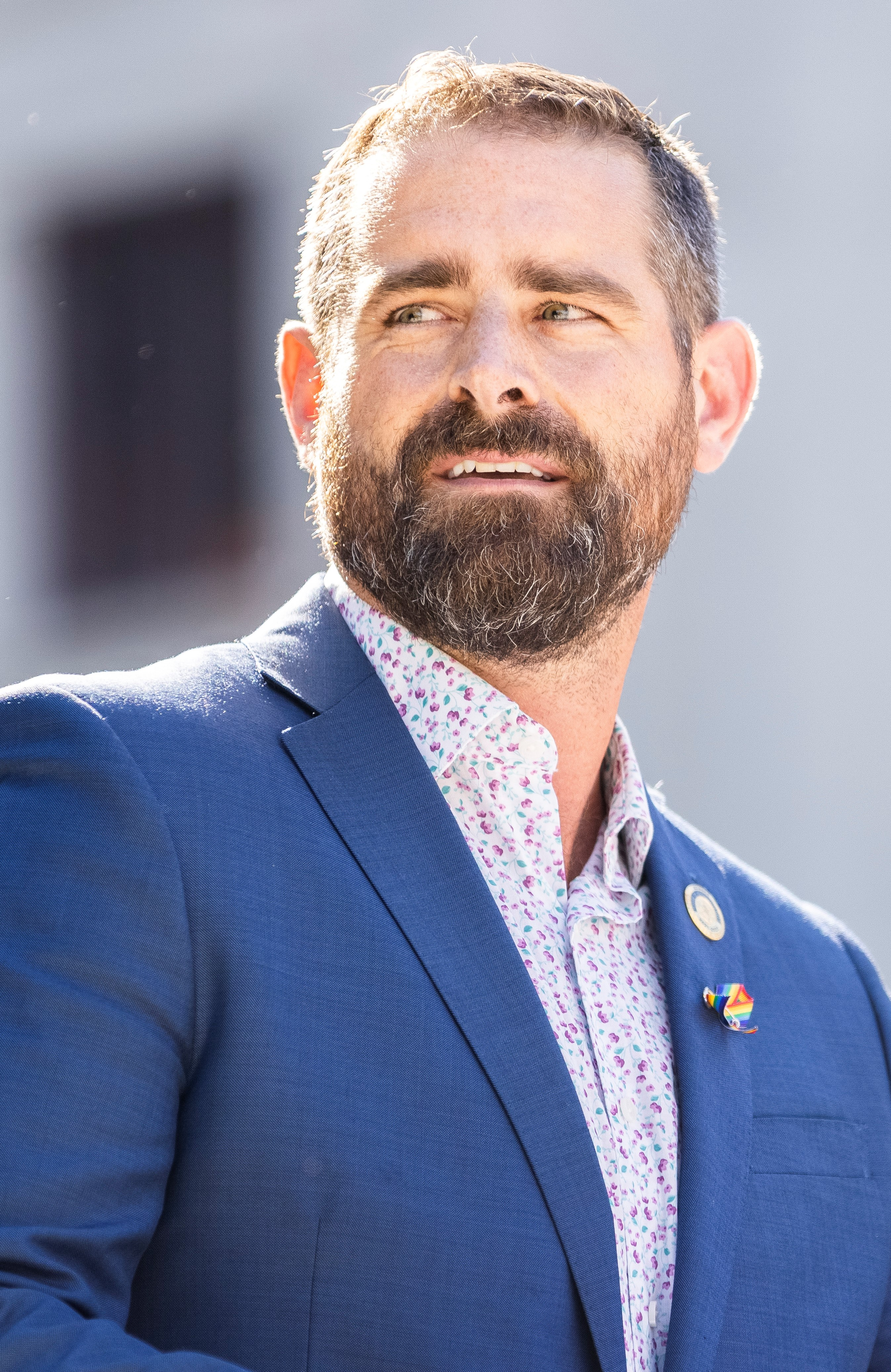
2021년 모습

브라이언 심스(Brian Sims, 본명: 브라이언 켄달 심스, Brian Kendall Sims, 1978년 9월 16일 ~ )는 미국의 정치인, 활동가, 변호사이다. 민주당 (미국)원인 그는 2013년부터 2022년까지 182지구 펜실베니아 하원 의원이었다. 심스는 변호사이자 LGBT 민권 옹호자이기도 하다. 심스는 펜실베이니아 역사상 최초로 동성애자로 선출된 주 의원이 되었다. 그는 2018년 11월 6일 재선에서 승리했다. 그는 2022년 펜실베니아 부지사 민주당 후보로 지명되었으며, 25%의 득표율로 오스틴 데이비스에 이어 2위를 차지했다. 심스는 2022년 공직을 떠난 이후 아웃 리더십(Out Leadership)에서 대정부 업무 및 공공 정책 담당 전무이사를 역임했다. 2023년에 그는 타일러 클레멘티 재단 이사회에 합류했다.

## 역대 선거 결과
| 선거명      | 직책명                              | 대수 | 정당   | 득표율  | 득표수   | 결과 | 당락                     |
| ----------- | ----------------------------------- | ---- | ------ | ------- | -------- | ---- | ------------------------ |
| 2012년 선거 | 하원의원 (펜실베이니아 제182선거구) | -대  | 민주당 | 100.00% | 28,537표 | 1위  | 펜실베이니아 주의원 당선 |
| 2014년 선거 | 하원의원 (펜실베이니아 제182선거구) | -대  | 민주당 | 100.00% | 15,808표 | 1위  | 펜실베이니아 주의원 당선 |
| 2016년 선거 | 하원의원 (펜실베이니아 제182선거구) | -대  | 민주당 | 100.00% | 31,733표 | 1위  | 펜실베이니아 주의원 당선 |
| 2018년 선거 | 하원의원 (펜실베이니아 제182선거구) | -대  | 민주당 | 90.56%  | 28,234표 | 1위  | 펜실베이니아 주의원 당선 |
| 2020년 선거 | 하원의원 (펜실베이니아 제182선거구) | -대  | 민주당 | 83.08%  | 34,225표 | 1위  | 펜실베이니아 주의원 당선 |